# صن الوبر

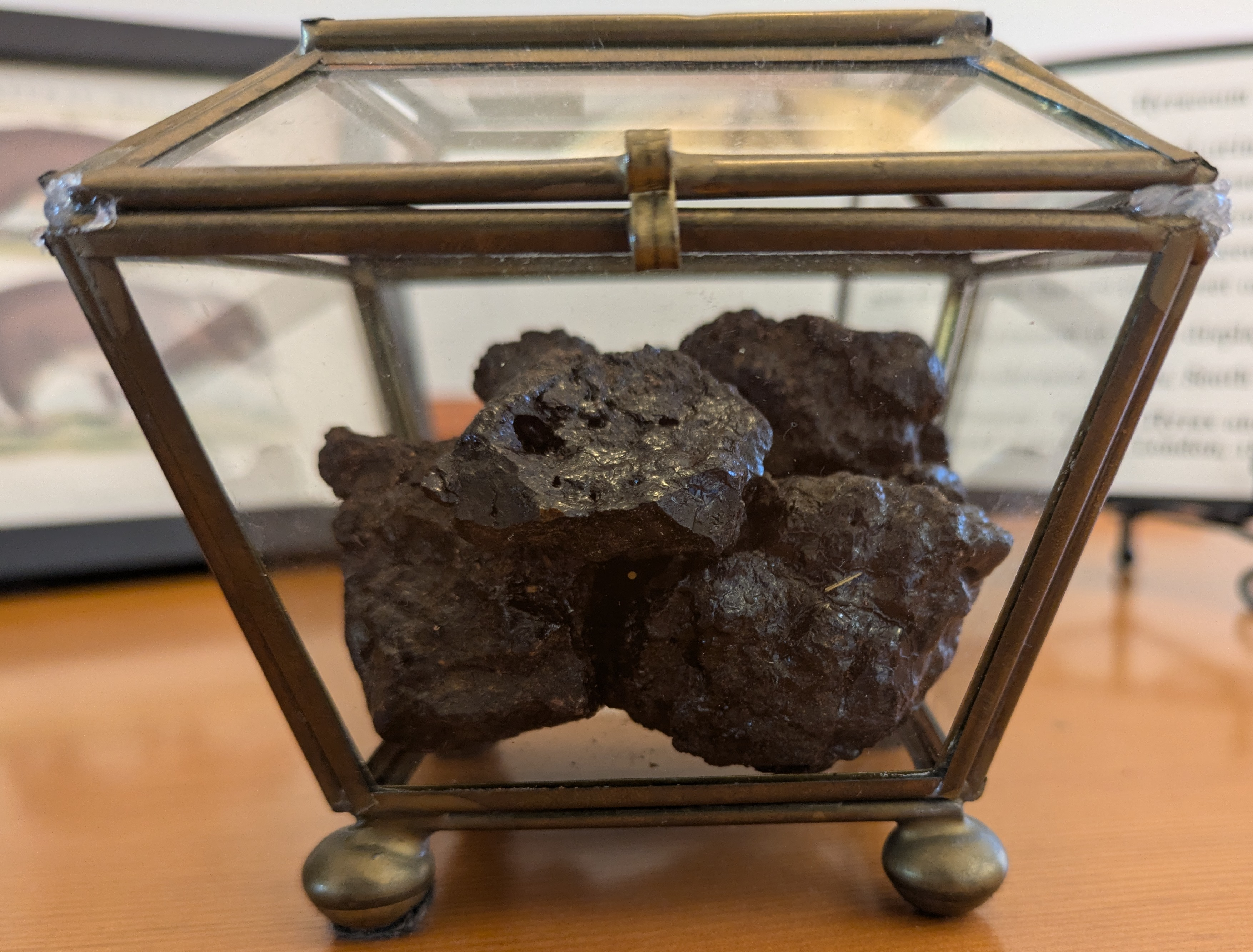
صن الوبر في معرض عطور

صِن الوَبْر هو براز متحجر وشبيه بالصخور يتكون من بول الوبر الصخري وبرازه، ومن الأنواع ذات الصلة الوثيقة.
يتبرز الوبر الصخري في نفس الموقع على مر الأجيال، وقد يكون محميًا في الكهوف. تشكل هذه المواقع دِمنة تتكون من روثات الوبر، والتي تتحجر قد تُحفظ أكثر من 50000 عام. تشكل هذه الوسطيات سجلاً للمناخ والغطاء النباتي الماضي.